# Interspoutnik
L'Organisation des télécommunications spatiales Interspoutnik appelée généralement Interspoutnik est une organisation de services de télécommunications assurées par satellite fondée à Moscou, le 15 novembre 1971, par l'Union soviétique et 8 anciennes républiques socialistes : la Pologne, la Tchécoslovaquie, l'Allemagne de l'Est, la Hongrie, la Roumanie, la Bulgarie, la Mongolie et Cuba.
Les objectifs de l'organisation étaient et restent le développement et l'utilisation conjointe de satellites de télécommunications. Sa création est la réponse des pays du bloc de l'est à la mise en place de l'organisation Intelsat par les pays occidentaux. L'organisation comporte, en 2024, 24 membres (L'Allemagne, qui en faisait partie depuis la disparition de la RDA, a quitté l'organisation en avril 2023). Interspoutnik est de nos jours une société commerciale qui utilise 12 satellites comportant 41 transpondeurs. En juin 1997, Interspoutnik a créé la coentreprise Lockheed Martin Intersputnik (LMI) avec Lockheed Martin, pour construire et mettre en œuvre des satellites désignés sous ce même nom.

## États membres

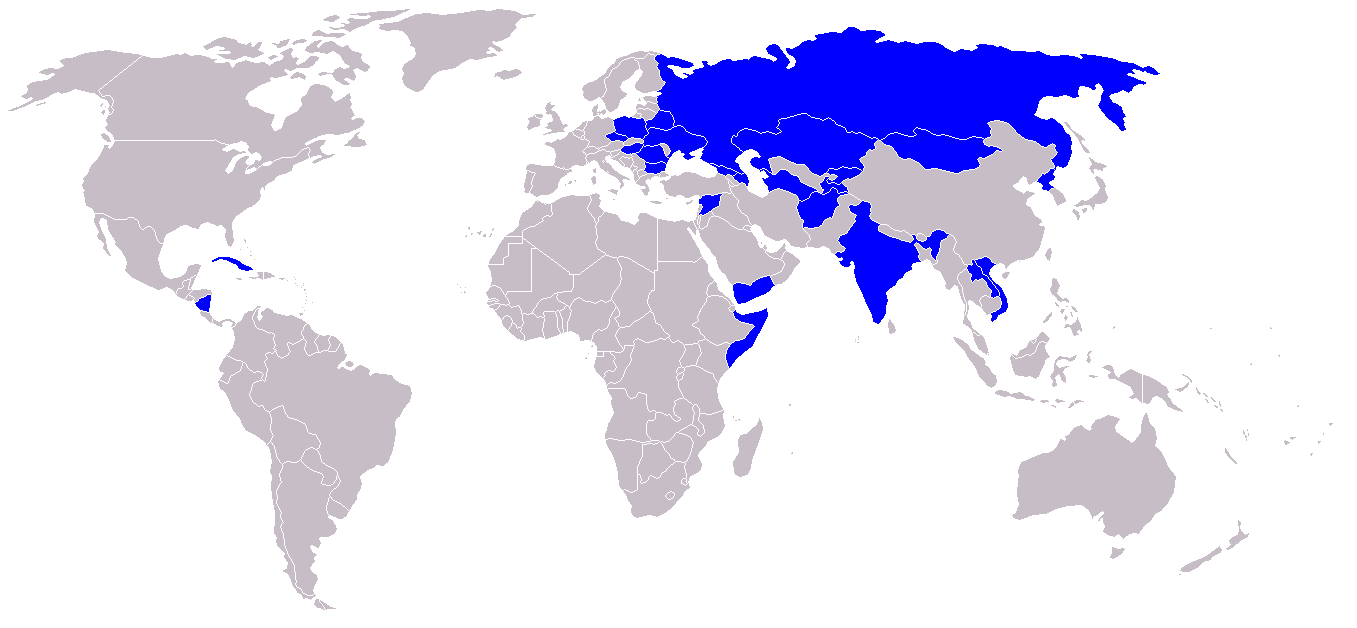
Carte des États membres

- Afghanistan
- Azerbaïdjan
- Bulgarie
- Biélorussie
- Corée du Nord
- Cuba
- Géorgie
- Hongrie
- Inde
- Kazakhstan
- Kirghizistan
- Laos
- Mongolie
- Nicaragua
- Pologne
- Roumanie
- Russie
- Syrie
- Tadjikistan
- Tchéquie
- Turkménistan
- Ukraine
- Viêt Nam
- Yémen